# Arroyito Bolas Chico
Der Arroyito Bolas Chico ist ein Fluss in Uruguay.
Der rund 15 Kilometer lange Arroyo Bolas Chico entspringt einige Kilometer nördlich von Ismael Cortinas nahe dort verlaufenden Ruta 23. Westlich ist die Quelle des Arroyo del Arenal gelegen. Er verläuft auf dem Gebiet des Departamentos Flores in östliche Richtung und wird dabei in seinem Oberlauf vom rechtsseitigen Nebenfluss De la Calzada gespeist. Er mündet als rechtsseitiger Zufluss in den Arroyo Bolas Grande.